# Naevius varius
Naevius varius là một loài nhện trong họ Amaurobiidae.
Loài này thuộc chi Naevius. Naevius varius được Eugen von Keyserling miêu tả năm 1879.